# Quodlibeta
In der scholastischen Philosophie des Mittelalters bezeichnet Quodlibet (lateinisch für „was beliebt“) eine Abhandlung über ein theologisches oder philosophisches Thema, welches als formales Argument präsentiert wird. Die Mehrzahl Quodlibeta bezeichnet eine Sammlung solcher Werke wie zum Beispiel die Quodlibeta Septem des Wilhelm von Ockham.
Eine solche Abhandlung kann vermischten Inhalts sein, welcher meist nach Art des Katechismus aus Fragen und Antworten bestand (quaestiones et responsiones quodlibeticae). Verfasser und Ausleger solcher Schriften (Heinrich von Gent, Hervaeus Natalis, Gottfried von Fontaines, Franciscus de Mayronis u. a.) wurden bisweilen als Quodlibetarier bezeichnet.